# Gewone berkenzaadgalmug
De gewone berkenzaadgalmug (Semudobia betulae) is een muggensoort uit de familie van de galmuggen (Cecidomyiidae). De wetenschappelijke naam van de soort is voor het eerst geldig gepubliceerd in 1853 door Winnertz.